# Kostaryka na Zimowych Igrzyskach Olimpijskich 1992
Kostarykę na Zimowych Igrzyskach Olimpijskich 1992 reprezentowało czterech zawodników. Wszyscy wystąpili w narciarstwie alpejskim.
Był to czwarty start Kostaryki na zimowych igrzyskach olimpijskich.

## Narciarstwo alpejskie
Mężczyźni
- Gabriel Chernacov
  - slalom gigant – wycofał się

- Martin Chernacov
  - slalom gigant – wycofał się

- Julián Muñoz
  - slalom gigant – 90. miejsce
  - slalom – 64. miejsce

- Alejandro Preinfalk
  - slalom gigant – 91. miejsce
  - slalom – 65. miejsce